# Dimitri Magnoléké Bissiki
Dimitri Magnoléké Bissiki (ur. 17 marca 1991 w Brazzaville) – kongijski piłkarz grający na pozycji lewego obrońcy. Zawodnik klubu FC Saint Eloi Lupopo.

## Kariera klubowa
Bissiki jest wychowankiem klubu AC Léopards. W jego barwach zadebiutował w 2011 roku w kongijskiej lidze. W latach 2012 i 2013 dwukrotnie z rzędu został z nim mistrzem Konga. W latach 2011 i 2013 zdobył Puchar Konga. W 2012 roku sięgnął po Afrykański Puchar Konfederacji. W kolejnych latach wywalczył jeszcze dwa mistrzostwa Konga (2016, 2017) oraz dwa Puchary Konga (2016, 2017).
W 2018 roku odszedł do AS Otohô, z którym w latach 2019, 2020, 2021 i 2022 zdobył cztery mistrzostwa Konga. W 2022 roku został piłkarzem FC Saint Eloi Lupopo.

## Kariera reprezentacyjna
W reprezentacji Konga Bissiki zadebiutował 14 października 2012 w przegranym 2:3 towarzyskim meczu z Arabią Saudyjską. W 2015 roku został powołany do kadry na Puchar Narodów Afryki 2015. Rozegrał na nim trzy mecze: z Gabonem (1:0), Burkina Faso (2:1) i ćwierćfinał z Demokratyczną Republiką Konga (2:4).